# Lachlan River (New South Wales)
Lachlan är en biflod till Murrumbidgee i New South Wales, Australien.